# Baiaderă

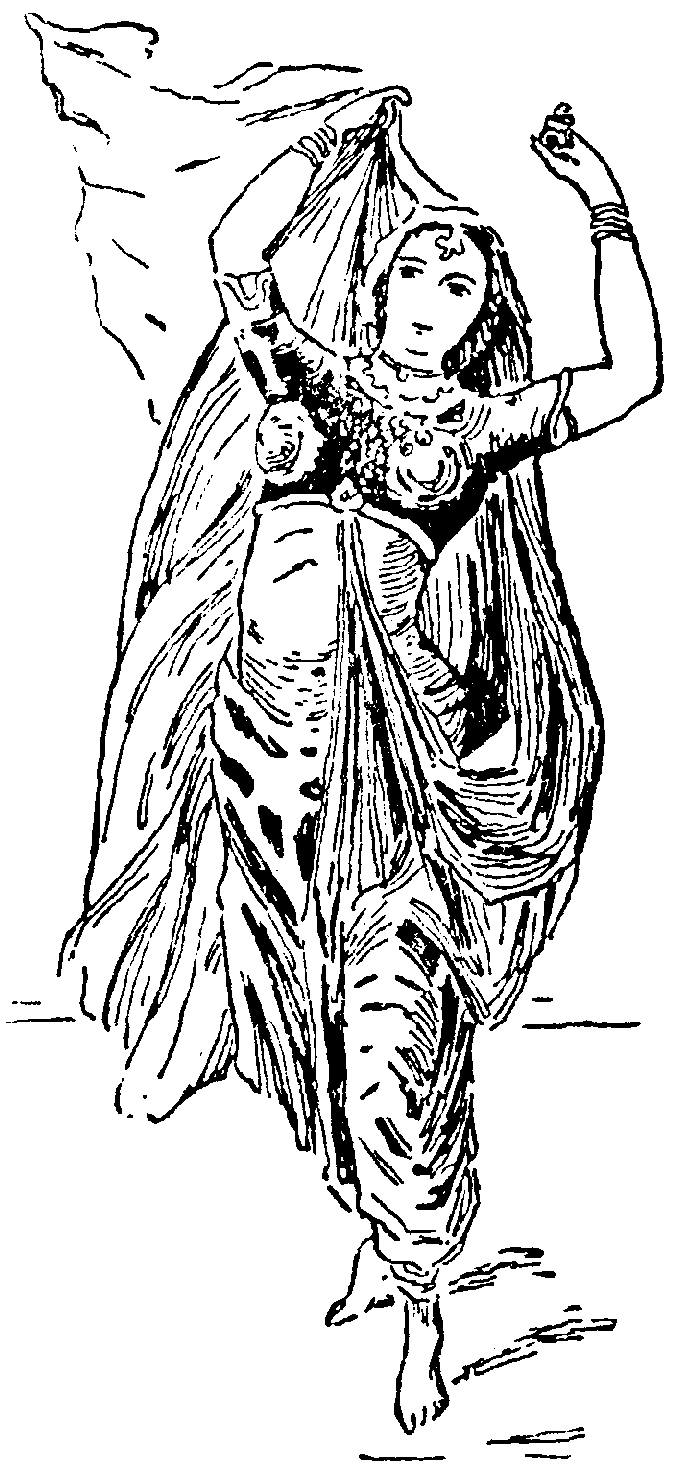
Baiaderă

Prin baiadere (în franceză bayadère, din portugheză bailadeira – dansatoare) europenii s-au referit la dansatoarele exotice indiene.
Spre deosebire de cultura indiană nativă, nu a existat nicio distincție strictă între devadasi (slujitoarele zeițelor), dansatoarele din templu cărora li se permitea să execute dansuri rituale doar la ceremoniile religioase hinduiste și dansatoarele nacine (rătăcitoare) care colindau țara, dansând la festivități laice.
Baiaderele dansau în grupuri de până la douăsprezece fete la festivități private, însoțite de muzicieni. Spectacolele lor seamănă cu pantomimele și tratează teme din zona vieții amoroase și a lumii emoționale umane.
Îmbrăcămintea și șalurile acestor dansatoare se numeau în Europa tot așa.
Considerate ca femei ușoare, baiaderele sunt un subiect popular al picturii galante din secolele al XVIII-lea și al XIX-lea, în teatru, muzică și poezia europeană:
- Johann Strauss II a compus polca Baiadera (op. 351) în 1871;
- Ludwig Minkus a scris baletul romantic Baiadera în 1877;
- Emmerich Kálmán a scris opereta Baiadera în 1921;
- Balada lui Goethe Zeul și baiadera (Der Gott und die Bajadere) are orientarea sublimă pentru personajul din titlu.